# 조제 소크라트스
조제 소크라트스(José Sócrates de Carvalho Pinto de Sousa 조제 소크라트스 드 카르발류 핀투 드 소자[*], 주제 소크라트슈 [ʒuˈzɛ ˈsɔkɾɐtɨʃ], 문화어: 쥬제 쏘끄라띠스 까르발유 삔뚜 드 쏘우자 1957년 9월 6일 ~ )는 포르투갈의 정치인이다. 사회당(Partido Socialista, PS)의 총재이며, 2005년 3월 12일부터 2011년 3월 23일까지 총리로 재직하였다.
포르투에서 태어났다. 리스본의 인데펜덴트 대학교에서 토목 공학을 전공했다. 젊은 시절 중도우파 정당인 사회민주당 청년조직에서 활동했으나, 후에 중도좌파 계열의 사회당으로 옮겼다. 코빌량의 시청 기술직 공무원으로 근무했으며, 1987년 국회의원으로 선출되었다. 1995년 안토니우 구테흐스 정부 출범 후 중앙 부처에서 근무했으며, 1997년 체육청소년부 장관으로 임명되어 2004년 포르투갈에서 열리는 UEFA 유로 2004의 준비과정을 주관했다. 1999년 환경부 장관을 지냈으나, 2002년 사회당 정권이 붕괴되어 장관직에서 물러났다. 2004년 사회당 대표로 선출되었으며, 2005년 2월 치러진 총선에서 승리하여 2005년 3월 조르제 삼파이우 대통령에게 총리 임명을 받고 총리로 취임했다. 취임 후 중앙행정부처, 사회복지, 보건, 교육, 행정제도와 조세제도의 간소화 등 여러 분야에서 대대적인 개혁을 단행하여 큰 호평을 받았으나, 여러 가지 논란으로 구설수에 오르기도 했다. 그에 대한 비판으로 대표적인 것으로는 인디펜덴트 대학교에서 박사 학위를 취득한 과정의 불투명함과 교육 개혁의 일환으로 시행하는 교원 평가제 도입에 대한 교사들의 격심한 반발을 들 수 있다.